# Manduca pallidula
Manduca pallidula är en fjärilsart som beskrevs av Daniel 1949. Manduca pallidula ingår i släktet Manduca och familjen svärmare. Inga underarter finns listade i Catalogue of Life.